# Rho Virginis
Rho Virginis (ρ Vir / 30 Virginis / HD 110411 / HR 4828) es una estrella en la constelación de Virgo de magnitud aparente +4,87.
Aunque actualmente no tiene nombre tradicional, en China recibía el título de Kew Heang, «los nueve oficiales del estado», en el cual se incluían algunas estrellas menores.
Se encuentra a 120 años luz de distancia del sistema solar.
Rho Virginis es una estrella blanca de la secuencia principal de tipo espectral A0V. Su radio es un 55% más grande que el radio solar y es 23 veces más luminosa que el Sol.
Tiene una velocidad de rotación de al menos 154 km/s.
Es una estrella químicamente peculiar cuya temperatura superficial es incierta, variando según la fuente consultada entre 8800 y 9506 K. Estrella variable del tipo Delta Scuti, muestra una variación en su brillo de 0,02 magnitudes. Es mucho más joven que el Sol, con una antigüedad que puede ser de sólo 10 millones de años.
Asimismo, forma parte del reducido grupo de las llamadas estrellas Lambda Bootis, cuya naturaleza todavía hoy no es bien conocida. 
Observaciones llevadas a cabo en banda submilimétrica e infrarrojo cercano han puesto de manifiesto la existencia de un disco circunestelar de polvo en torno a Rho Virginis. El disco, de 37 UA de radio, tiene una temperatura aproximada de 90 K.